# كظم الغيظ
كَظْم الغَيْظ خلق عظيم من مكارم الأخلاق، ويؤدي لثمرة عظيمة في حياة الناس والتحامهم وتآلفهم وانخراطهم في أعمالهم وبين بعضهم في مجتمعاتهم وأسرهم، بشكل إيجابي ودون كثير مشكلات أو معوقات.
وهذا التعبير يتكون من كلمتين (كَظْم الغَيْظ) كظم لغةً:  كظم - كَظَمَ: [ ك ظ م ]. (فعل: ثلاثي لازم متعد بحرف). كَظَمْتُ ، أَكْظِمُ ، اِكْظِمْ ، مصدر كَظْمٌ ، كُظُومٌ . فحين نقول «كَظَمَ الوَلَدُ» أي: سَكَتَ عَنِ الكَلاَمِ. «كَظَمَ عَلَى غَيْظِهِ»: حَبَسَهُ وَأَمْسَكَ عَلَى مَا فِي نَفْسِهِ عَنْهُ. «نَفَرَ أَشَدَّ نُفُورٍ وَكَظَمَ الرَّغْبَةَ بِجُهْدٍ أَلِيمٍ». (ع. م. العقاد). «{وَابْيَضَّتْ عَيْنَاهُ مِنَ الْحُزْنِ فَهُوَ كَظِيمٌ}: كاظم غيظه شديد الإخفاء لما يشعر به من حُزن، - { وَالْكَاظِمِينَ الْغَيْظَ }». المعجم الوسيط 
- الغَيْظُ لغةً: الغَيْظُ - غَيْظُ: مصدر غاظ .غيظ - تغييظا: الغَيْظُ : شعورٌ بالغضَب الشديد من إِساءة يُلْحِقها به أَحدٌ.المعجم الوسيط [2]

اصطلاحاً كظم الغَيْظُ قد وجه الله تعالى عباده المؤمنين لضرورة التحلي بالصبر وكظم الغيظ، بل والدفع بالتي هي أحسن.
فما أحوجنا إلى هذا الخلق العظيم لتقوى الروابط وتتآلف القلوب، ويُبنى ما تهدم من الروابط الاجتماعية، ولننال رضى الله وجنته.
إن الشرع المطهر قد أجاز لنا أن نعاقب بمثل ما عوقبنا به، لكنه مع ذلك بيَّن أن العفو وكظم الغيظ أفضل وأحسن.

## كظم الغَيْظ في السنة المطهرة
- من كظم غيظا وهو قادر على أن ينفذه دعاه الله على رءوس الخلائق يوم القيامة حتى يخيره في أي الحور شاء ".[4]
- عن ابن عمر - رَضي الله عنهما -: أن رجلا جاء إلى النبي ﷺ فقال: يا رسول الله! أي الناس أحب إلى الله؟ وأي الأعمال أحب إلى الله؟ فقال رسول الله ﷺ: «أحب الناس إلى الله تعالى أنفعهم للناس، وأحب الأعمال إلى الله تعالى سرور يدخله على مسلم، أو يكشف عنه كُربةً، أو تقضي عنه دينًا، أو تطرد عنه جوعًا، ولأن أمشي مع أخٍ في حاجةٍ أحبُّ إليَّ من أن أعتكف في هذا المسجد - يعني مسجد المدينة - شهرًا، ومن كفَّ غضبه ستر الله عورته، ومن كظم غيظه - ولو شاء أن يمضيه أمضاه - ملأ الله قلبه رجاءً يوم القيامة، ومن مشى مع أخيه في حاجةٍ حتى يتهيأَ لهُ؛ أثبت الله قدمه يوم تزول الأقدام».
- عن ابن عمر - رضي الله عنهما - قال: قال رسول الله ﷺ: «ما من جُرعَةٍ أعظم أجرًا عند الله من جرعةِ غيظ كظمها عبدٌ ابتغاء وجه الله».
- عن أنس رضي الله عنه أنه قال: إن النبي ﷺ مَرَّ بقومٍ يصطرعون؛ فقال: «ما هذا؟» قالوا: فلانٌ ما يُصارع أحدًا إلا صرعه، قال: «أفلا أدلكم على من هو أشد منه؟ رجلٌ كلمه رجلٌ فكظم غيظه فغلبه وغلبَ شيطانه وغلب شيطان صاحِبِهِ».
- عن ابن عباس - رضي الله عنهما - قال: خرج رسول اللّه ﷺ إلى المسجد وهو يقول بيده هكذا - فأومأ أبو عبد الرحمن بيده إلى الأرض - : «من أنظر معسراً أو وضع عنه؛ وقاه اللّه من فيح جهنم، ألا إن عمل الجنة حَزْن بربوة (ثلاثاً)، ألا إن عمل النار سهل بشهوة، والسعيد من وقي الفتن، وما من جرعة أحبُّ إليَّ من جرعة غيظ يكظمها عبدٌ، ما كظمها عبدٌ للّه إلاَّ ملأ اللّه جوفه إيماناً».
- عن معاذ بن أنس عن أبيه رضي الله عنهما أن رسول الله ﷺ قال: «من كظم غيظًا وهو قادرٌ على أن يُنفذه دعاه الله عز وجل على رؤوس الخلائق حتى يُخيِّره من الحور ما شاء».

## من فضائل كظم الغيظ
إن لكظم الغيظ فضائل عظيمة؛ والتي نطقت بها هذه الأدلة، منها:
كلنا نواجه هذا اللون من الاستفزاز الذي هو اختبار لقدرة الإنسان على الانضباط، وعدم مجاراة الآخر في ميدانه، وهناك عشرة أسباب ينتج عنها أو عن واحد منها ضبط النفس:

### أولاً: الرحمة بالمخطئ
الشفقة عليه، واللين معه والرفق به.فلا بد من تربية النفس على الرضا، والصبر، واللين، والمسامحة؛ هي قضية أساسية، والإنسان يتحلّم حتى يصبح حليمًا. قال سبحانه وتعالى لنبيه محمد ﷺ:
- سورة آل عمران ﴿فَبِمَا رَحْمَةٍ مِنَ اللَّهِ لِنْتَ لَهُمْ وَلَوْ كُنْتَ فَظًّا غَلِيظَ الْقَلْبِ لَانْفَضُّوا مِنْ حَوْلِكَ فَاعْفُ عَنْهُمْ وَاسْتَغْفِرْ لَهُمْ وَشَاوِرْهُمْ فِي الْأَمْرِ فَإِذَا عَزَمْتَ فَتَوَكَّلْ عَلَى اللَّهِ إِنَّ اللَّهَ يُحِبُّ الْمُتَوَكِّلِينَ ۝١٥٩﴾ [آل عمران:159]. وفي هذه الآية فائدة عظيمة وهي: أن الناس يجتمعون على الرفق واللين، ولا يجتمعون على الشدة والعنف؛ لأن الله سبحانه وتعالى قال:
- سورة آل عمران ﴿قُلْ أَؤُنَبِّئُكُمْ بِخَيْرٍ مِنْ ذَلِكُمْ لِلَّذِينَ اتَّقَوْا عِنْدَ رَبِّهِمْ جَنَّاتٌ تَجْرِي مِنْ تَحْتِهَا الْأَنْهَارُ خَالِدِينَ فِيهَا وَأَزْوَاجٌ مُطَهَّرَةٌ وَرِضْوَانٌ مِنَ اللَّهِ وَاللَّهُ بَصِيرٌ بِالْعِبَادِ ۝١٥﴾ [آل عمران:15]. فلا يمكن أن يجتمع الناس إلا على أساس الرحمة والرفق.
- َقَالَ أَبُو الدَّرْدَاءِ رضي الله عنه لِرَجُلٍ شَتَمَه: «يَا هَذَا لَا تُغْرِقَنَّ فِي سَبِّنَا وَدَعْ لِلصُّلْحِ مَوْضِعًا فَإِنَّا لَا نُكَافِئُ مَنْ عَصَى اللَّهَ فِينَا بِأَكْثَرَ مِنْ أَنْ نُطِيعَ اللَّهَ عَزَّ وَجَلَّ فِيهِ».
- وَشَتَمَ رَجُلٌ الشَّعْبِيَّ فَقَالَ له الشَّعْبِيُّ: «إنْ كُنْتُ كمَا قُلْتَ فَغَفَرَ اللَّهُ لِي وَإِنْ لَمْ أَكُنْ كَمَا قُلْتَ فَغَفَرَ اللَّهُ لَكَ».
- وشتم رجل معاوية شتيمة في نفسه؛ فدعا له وأمر له بجائزة.
- وبإسناد لا بأس به عن أَبي الدَّرداءِ قالَ: قالَ رسولُ الله ﷺ: «إِنَّما العلمُ بالتعلُّم، وإِنما الحِلْمُ بالتحلُّمِ، مَنْ يَتَحَرَّ الخيرَ يُعْطَهُ، ومَنْ يَتَّقِ الشرَّ يُوقَه».[5]

فعليك أن تنظر في نفسك وتضع الأمور مواضعها قبل أن تؤاخذ الآخرين، وتتذكر أن تحية الإسلام هي: السلام عليكم ورحمة الله وبركاته، التي أمر النبي ﷺ أن نقولها لأهلنا إذا دخلنا، بل قال الله سبحانه وتعالى:
- سورة النور ﴿لَيْسَ عَلَى الْأَعْمَى حَرَجٌ وَلَا عَلَى الْأَعْرَجِ حَرَجٌ وَلَا عَلَى الْمَرِيضِ حَرَجٌ وَلَا عَلَى أَنْفُسِكُمْ أَنْ تَأْكُلُوا مِنْ بُيُوتِكُمْ أَوْ بُيُوتِ آبَائِكُمْ أَوْ بُيُوتِ أُمَّهَاتِكُمْ أَوْ بُيُوتِ إِخْوَانِكُمْ أَوْ بُيُوتِ أَخَوَاتِكُمْ أَوْ بُيُوتِ أَعْمَامِكُمْ أَوْ بُيُوتِ عَمَّاتِكُمْ أَوْ بُيُوتِ أَخْوَالِكُمْ أَوْ بُيُوتِ خَالَاتِكُمْ أَوْ مَا مَلَكْتُمْ مَفَاتِحَهُ أَوْ صَدِيقِكُمْ لَيْسَ عَلَيْكُمْ جُنَاحٌ أَنْ تَأْكُلُوا جَمِيعًا أَوْ أَشْتَاتًا فَإِذَا دَخَلْتُمْ بُيُوتًا فَسَلِّمُوا عَلَى أَنْفُسِكُمْ تَحِيَّةً مِنْ عِنْدِ اللَّهِ مُبَارَكَةً طَيِّبَةً كَذَلِكَ يُبَيِّنُ اللَّهُ لَكُمُ الْآيَاتِ لَعَلَّكُمْ تَعْقِلُونَ ۝٦١﴾ [النور:61]. وأن نقولها للصبيان والصغار والكبار ومن نعرف ومن لا نعرف.
- عَنْ عَبْدِ اللَّهِ بْنِ عَمْرٍو - رضي الله عنهما - أَنَّ رَجُلاً سَأَلَ النَّبِيَّ ﷺ: أَيُّ الإِسْلاَمِ خَيْرٌ؟ قَالَ: «تُطْعِمُ الطَّعَامَ، وَتَقْرَأُ السَّلاَمَ عَلَى مَنْ عَرَفْتَ وَمَنْ لَمْ تَعْرِفْ» [أخرجه البخاري ومسلم].
- وعن عمار رضي الله عنه قال:«ثَلاَثٌ مَنْ جَمَعَهُنَّ فَقَدْ جَمَعَ الإِيمَانَ: الإِنْصَافُ مِنْ نَفْسِكَ، وَبَذْلُ السَّلاَمِ لِلْعَالَمِ، وَالإِنْفَاقُ مِنَ الإِقْتَارِ».

لهذه التحية معان، ففيها معنى السلام: أن تسلم مني، من لساني ومن قلبي ومن يدي، فلا أعتدي عليك بقول ولا بفعل، وفيها الدعاء بالسلامة، وفيها الدعاء بالرحمة، وفيها الدعاء بالبركة… هذه المعاني الراقية التي نقولها بألسنتنا علينا أن نحولها إلى منهج في حياتنا، وعلاقتنا مع الآخرين.

### ثانيًا: سعة الصدر وحسن الثقة
من الأسباب التي تدفع أو تهدئ الغضب؛ مما يحمل الإنسان على العفو
- ولهذا قال بعض الحكماء: «أحسنُ المكارمِ؛ عَفْوُ الْمُقْتَدِرِ وَجُودُ الْمُفْتَقِرِ»، فإذا قدر الإنسان على أن ينتقم من خصمه؛ غفر له وسامحه،
- سورة الشورى ﴿إِنَّمَا السَّبِيلُ عَلَى الَّذِينَ يَظْلِمُونَ النَّاسَ وَيَبْغُونَ فِي الْأَرْضِ بِغَيْرِ الْحَقِّ أُولَئِكَ لَهُمْ عَذَابٌ أَلِيمٌ ۝٤٢﴾ [الشورى:42].
- وقال ﷺ لقريش: «مَا تَرَوْنَ أَنِّى صَانِعٌ بِكُمْ؟ » قَالُوا: خَيْرًا! أَخٌ كَرِيمٌ وَابْنُ أَخٍ كَرِيمٍ. قَالَ: «اذْهَبُوا فَأَنْتُمُ الطُّلَقَاءُ».

وقال يوسف لإخوته بعد ما أصبحوا في ملكه وتحت سلطانه: سورة يوسف ﴿قَالَ لَا تَثْرِيبَ عَلَيْكُمُ الْيَوْمَ يَغْفِرُ اللَّهُ لَكُمْ وَهُوَ أَرْحَمُ الرَّاحِمِينَ ۝٩٢﴾ [يوسف:92].

### ثالثًا: شرف النفس وعلو الهمة
بحيث يترفع الإنسان عن السباب، ويسمو بنفسه فوق هذا المقام
أي: لابد أن تعوِّد نفسك على أنك تسمع الشتيمة؛ فيُسفر وجهك، وتقابلها بابتسامة عريضة، وأن تدرِّب نفسك تدريبًا عمليًّا على كيفية كظم الغيظ.
إنّ جرعة غيظ تتجرعها في سبيل الله سبحانه وتعالى لها ما لها عند الله عز وجل من الأجر والرفعة.
- فعَنْ سَهْلِ بْنِ مُعَاذٍ عَنْ أَبِيهِ أَنَّ رَسُولَ اللَّهِ صلى الله عليه وسلم قَالَ: «مَنْ كَظَمَ غَيْظًا - وَهُوَ قَادِرٌ عَلَى أَنْ يُنْفِذَهُ - دَعَاهُ اللَّهُ عَزَّ وَجَلَّ عَلَى رُؤوسِ الْخَلاَئِقِ يَوْمَ الْقِيَامَةِ حَتَّى يُخَيِّرَهُ اللَّهُ مِنَ الْحُورِ مَا شَاءَ»، والكلام سهل وطيب وميسور ولا يكلف شيئًا، وأعتقد أن أي واحد يستطيع أن يقول محاضرة خاصة في هذا الموضوع، لكن يتغير الحال بمجرد الوقوع في كربة تحتاج إلى الصبر وسعة الصدر واللين فتفاجأ بأن بين القول والعمل بعد المشرقين.

### خامسًا: استحياء الإنسان
أن يضع نفسه في مقابلة المخطئ.
- وقد قال بعض الحكماء:«احْتِمَالُ السَّفِيهِ خَيْرٌ مِنْ التَّحَلِّي بِصُورَتِهِ وَالْإِغْضَاءُ عَنْ الْجَاهِلِ خَيْرٌ مِنْ مُشَاكَلَتِه».
- وقال بعض الأدباء: «مَا أَفْحَشَ حَلِيمٌ وَلَا أَوْحَشَ كَرِيمٌ».

### رابعًا: طلب الثواب عند الله
وفي حديث خروج النبي ﷺ من الطائف، وقد ردوه شر رد..
تقول عائشة -رضي الله عنها- زَوْجَ النَّبِيِّ ﷺ:
إنَّهَا قَالَتْ لِلنَّبيِّ ﷺ: هَلْ أَتَى عَلَيْكَ يَوْمٌ كَانَ أَشَدَّ مِنْ يَوْمِ أُحُدٍ؟ قَالَ: «لَقَدْ لَقِيتُ مِنْ قَوْمِكِ مَا لَقِيتُ، وَكَانَ أَشَدُّ مَا لَقِيتُ مِنْهُمْ يَوْمَ الْعَقَبَةِ، إِذْ عَرَضْتُ نَفْسِي عَلَى ابْنِ عَبْدِ يَالِيلَ بْنِ عَبْدِ كُلاَلٍ، فَلَمْ يُجِبْنِي إِلَى مَا أَرَدْتُ، فَانْطَلَقْتُ وَأَنَا مَهْمُومٌ عَلَى وَجْهِي، فَلَمْ أَسْتَفِقْ إِلاَّ وَأَنَا بِقَرْنِ الثَّعَالِبِ، فَرَفَعْتُ رَأْسِي، فَإِذَا أَنَا بِسَحَابَةٍ قَدْ أَظَلَّتْنِي، فَنَظَرْتُ فَإِذَا فِيهَا جِبْرِيلُ؛ فَنَادَانِي فَقَالَ: إِنَّ اللَّهَ قَدْ سَمِعَ قَوْلَ قَوْمِكَ لَكَ وَمَا رَدُّوا عَلَيْكَ، وَقَدْ بَعَثَ إِلَيْكَ مَلَكَ الْجِبَالِ لِتَأْمُرَهُ بِمَا شِئْتَ فِيهِمْ، فَنَادَانِي مَلَكُ الْجِبَالِ، فَسَلَّمَ عَلَيَ ثُمَّ قَالَ: يَا مُحَمَّدُ، فَقَالَ ذَلِكَ فِيمَا شِئْتَ، إِنْ شِئْتَ أَنْ أُطْبِقَ عَلَيْهِمِ الأَخْشَبَيْنِ!فَقَالَ النبيُّ صلى الله عليه وسلم : بَلْ أَرْجُو أَنْ يُخْرِجَ اللَّهُ مِنْ أَصْلاَبِهِمْ مَنْ يَعْبُدُ اللَّهَ وَحْدَهُ لاَ يُشْرِكُ بِهِ شَيْئًا» [أخرجه البخاري ومسلم] .

### سادسًا: التدرب على الصبر والسماحة
وهي من الإيمان. فمرّن القلب على كثرة التسامح، والتنازل عن الحقوق، وعدم الإمساك بحظ النفس، فلو استطعت أن تحب المسلمين جميعًا فلن تشعر أن قلبك ضاق بهم، بل سوف تشعر بأنه يتسع كلما وفد عليه ضيف جديد، وأنه يسع الناس كلهم لو استحقوا هذه المحبة.
عود قلبك على التسامح في كل ليلة قبل أن تخلد إلى النوم، وتسلم عينيك لنومة هادئة.
سامح كل الذين أخطؤوا في حقك، وكل الذين ظلموك، وكل الذين حاربوك، وكل الذين قصروا في حقك، وكل الذين نسوا جميلك، بل وأكثر من ذلك..انهمك في دعاء صادق لله سبحانه وتعالى بأن يغفر الله لهم، وأن يصلح شأنهم، وأن يوفقهم..؛ ستجد أنك أنت الرابح الأكبر.
وكما تغسل وجهك ويدك بالماء في اليوم بضع مرات أو أكثر من عشر مرات؛ لأنك تواجه بهما الناس؛ فعليك بغسل هذا القلب الذي هو محل نظر ا لله سبحانه وتعالى!
عَنْ أَبِي هُرَيْرَةَ رضي الله عنه قَالَ: قَالَ رَسُولُ اللَّهِ صلى الله عليه وسلم: «إِنَّ اللَّهَ لاَ يَنْظُرُ إِلَى صُوَرِكُمْ وَأَمْوَالِكُمْ وَلَكِنْ يَنْظُرُ إِلَى قُلُوبِكُمْ وَأَعْمَالِكُمْ» [أخرجه مسلم].
فقلبك الذي ينظر إليه الرب سبحانه وتعالى من فوق سبع سموات احرص ألا يرى فيه إلا المعاني الشريفة والنوايا الطيبة.
اغسل هذا القلب، وتعاهده يوميًّا؛ لئلا تتراكم فيه الأحقاد، والكراهية، والبغضاء، والذكريات المريرة التي تكون أغلالاً وقيودًا تمنعك من الانطلاق والمسير والعمل، ومن أن تتمتع بحياتك.

### سابعًا: قطع السباب وإنهاؤه مع من يصدر منهم
وهذا لا شك أنه من الحزم وبالخبرة وبالمشاهدة فإن الجهد الذي تبذله في الرد على من يسبك لن يعطي نتيجة مثل النتيجة التي يعطيها الصمت، فبالصمت حفظت لسانك، ووقتك، وقلبك؛ ولهذا قال الله سبحانه وتعالى لمريم عليها السلام : {فَإِمَّا تَرَيِنَّ مِنَ الْبَشَرِ أَحَدًا فَقُولِي إِنِّي نَذَرْتُ لِلرَّحْمَنِ صَوْمًا فَلَنْ أُكَلِّمَ الْيَوْمَ إِنْسِيًّا } [مريم:26].
والكلام والأخذ والعطاء، والرد والمجادلة تنعكس أحيانًا على قلبك، وتضر أكثر مما تنفع.

### ثامنًا: رعاية المصلحة
ولهذا أثنى النبي صلى الله عليه وسلم على الحسن رضي الله عنه بقوله: «ابْنِي هَذَا سَيِّدٌ، وَلَعَلَّ اللَّهَ أَنْ يُصْلِحَ بِهِ بَيْنَ فِئَتَيْنِ مِنَ الْمُسْلِمِينَ» [أخرجه البخاري].
فدل ذلك على أن رعاية المصلحة التي تحمل الإنسان على الحرص على الاجتماع، وتجنب المخالفة هي السيادة.

### تاسعًا: حفظ المعروف السابق، والجميل السالف
ولهذا كان الشافعي - رحمه الله-يقول:«إِنَّ الْحُرَّ مَنْ رَاعَى وِدَادَ لَحْظَةٍ وَانْتَمَى لِمَنْ أَفَادَ لَفْظَةً.»
وقال النبي ﷺ: «وَإِنَّ حُسْنَ الْعَهْدِ مِنَ الْإِيمَانِ» وأمثلة ذلك كثيرة.

## ابيات من الشعر في كظم الغيظ
- قال مَعْد بن أوس:

- قال قال العَرْجِيُّ:

- قال أحد الشعراء:

- وقال اخر:

## الأخلاق النبيلة التي تربى عليها السلف رضي الله عنهم
1. قال عمر بن الخطاب : «من اتقى الله لم يشفِ غيظهُ، ومن خاف الله لم يفعل ما يُريدُ، ولولا يوم القيامة لكان غير ما ترون».
2. عن ابن عباس رَضِيَ اللَّهُ عَنْهُما قال: قدم عيينة بن حصن فنزل على ابن أخيه الحر ابن قيس، وكان من النفر الذين يدنيهم عمر، وكان القراء أصحاب مجلس عمر ومشاورته كهولاً أو شباناً. فقال عيينة لابن أخيه: يا لك وجه عند هذا الأمير فاستأذن لي عليه قال: سأستأذن لك عليه، فاستأذن الحر لعيينة، فأذن له عمر. فلما دخل عليه قال: هي يا ابن الخطاب! فوالله ما تعطينا الجزل، ولا تحكم فينا بالعدل! فغضب عمر حتى همَّ أن يوقع به. فقال له الحر: يا أمير المؤمنين! إن الله تعالى قال لنبيه صَلَّى اللَّهُ عَلَيْهِ وَسَلَّم: (خُذِ الْعَفْوَ وَأْمُرْ بِالْعُرْفِ وَأَعْرِضْ عَنِ الْجَاهِلِينَ) [الأعراف 199]. وإن هذا من الجاهلين. والله ما جاوزها عمر حين تلاها عليه، وكان وقافاً عند كتاب الله.
3. جاء غلام لأبي ذر رضي الله عنه وقد كسر رجل شاةٍ له فقال له: من كسر رِجل هذه؟ قال: أنا فعلتُهُ عمدًا لأغيظك فتضربني فتأثم. فقال: لأغيظنَّ من حرَّضك على غيظي، فأعتقه.
4. شتم رجلٌ عديَّ بن حاتم وهو ساكتٌ، فلما فرغ من مقالته قال: إن كان بقي عندك شيءٌ فقل قبل أن يأتي شباب الحي، فإنهم إن سمعوك تقول هذا لسيدهم لم يرضوا.
5. قال محمد بن كعب : ثلاثٌ من كُنَّ فيه استكمل الإيمان بالله: إذا رضي لم يُدخله رضاه في الباطل، وإذا غضب لم يُخرجه غضبُهُ عن الحق، وإذا قدر لم يتناول ما ليس له.
6. قال رجلٌ لوهب بن منبه : إن فلانًا شتمك. فقال: ما وجد الشيطان بريدا غيرك؟!.
7. قال الغزالي : إن كظم الغيظ يحتاج إليه الإنسانُ إذا هاج غيظُهُ ويحتاجُ فيه إلى مجاهدةٍ شديدة، ولكن إذا تعود ذلك مدة صار ذلك اعتيادًا فلا يهيج الغيظ، وإن هاج فلا يكون في كظمه تعبٌ، وحينئذ يُوصف بالحلم.
8. وذكر ابن كثير رحمه الله من صفاتِ أصحاب الجنة عند تفسير قوله تعالى: (وَسَارِعُوا إِلَى مَغْفِرَةٍ مِنْ رَبِّكُمْ) إلى قوله: (وَالْكَاظِمِينَ الْغَيْظَ وَالْعَافِينَ عَنِ النَّاسِ) فقال: إذا ثار بهم الغيظ كظموه بمعنى كتموه فلم يعملوه، وعفوا مع ذلك عمن أساء إليهم.
9. ذكر ابن كثير في سيرة عمر بن عبد العزيز أن رجلاً كلمه يومًا حتى أغضبه، فهم به عمر، ثم أمسك نفسه، ثم قال للرجل: أردت أن يستفزني الشيطان بعزة السلطان، فأنال منك اليوم ما تناله مني غدًا؟ قم عافاك الله، لا حاجة لنا في مقاولتك.

فهيا أحبابنا نعود أنفسنا كظم الغيظ والتحلي بالحلم عسى أن يملأ الله قلوبنا إيمانًا وحكمة، ويزيدنا يوم القيامة رفعة.
قال رسول الله ﷺ (من كظم غيظا وهو قادر على أن ينفذه، دعاه الله على رؤوس الخلائق يوم القيامة حتى يخيره من الحور عين ما شاء) الترمذي

## قصص السلف الصالح
ذات ليلة خرج الخليفةُ عمر بن عبد العزيز؛ ليتفقَّد أحوال رَعِيَّته، وكان في صحبته شرطيٌّ، فدخلا مسجدًا، وكان المسجد مُظلمًا، فتعثَّر عمر برَجُلٍ نائم، فرفع الرجل رأسه وقال له: أمجنون أنت؟ فقال عمر: لا،
وأراد الشرطيُّ أن يضربَ الرجل، فقال له عمر: لا تفعل، إنما سألني: أمجنون أنت؟ فقلت له: لا.
«جاء غلام لأبي ذر رضي الله عنه وقد كسر رجل شاةٍ له فقال له : من كسر رِجل هذه ؟ قال: أنا فعلتُهُ عمدًا لأغيظك فتضربني فتأثم. فقال: لأغيظنَّ من حرَّضك على غيظي، فأعتقه»